# Schetenkopf
Der Schetenkopf ist ein mindestens 650 m ü. NHN hoher Berg des Rothaargebirges. Er liegt bei Rattlar in der Gemeinde Willingen im nordhessischen Landkreis Waldeck-Frankenberg.

## Geographische Lage
Der Schetenkopf erhebt sich im Nordostauslauf des Rothaargebirges und im Naturpark Diemelsee. Der Gipfel des im Upland befindlichen Berges liegt 1,6 km nördlich von Rattlar und 2,2 km nordöstlich von Schwalefeld, zwei Willinger Ortsteilen, sowie 3,4 km (jeweils Luftlinie) südsüdwestlich von Bontkirchen, einem Ortsteil des nordrhein-westfälischen Brilon. Nach Westen fällt die Landschaft in das Tal des Aarbachs ab, der in die nördlich des Berges fließende Itter mündet, und nach Osten fällt sie in jenes des Itter-Zuflusses Dommelbach ab; entlang der Itter verläuft zwischen Schwalefeld im Südwesten und Bontkirchen im Nordosten die hessische Landesstraße 3393, die in Westfalen in die L 800 übergeht.
Auf dem Osthang des Schetenkopfs befinden sich nahe einem Wegabzweig (610 m) das Hermannshaus und einiges unterhalb davon die Ortslagen/Wohnplätze Elmeckeplatz und In der Hege.
Zu den Nachbarbergen des Schetenkopfs gehören der Hegekopf (mindestens 641 m) im Nordosten, der Dommel (738 m) im Ostnordosten, die Sinzelieth (638,6 m) im Ostsüdosten, der Hermannsberg (705,1 m) im Südsüdosten, der Höhekopf (621,7 m) im Süden, der Hegeberg (654 m) im Westsüdwesten und der Rothekopf (682,1 m) im Nordwesten.

## Naturräumliche Zuordnung
Der Schetenkopf gehört in der naturräumlichen Haupteinheitengruppe Süderbergland (Nr. 33), in der Haupteinheit Rothaargebirge (mit Hochsauerland) (333) und in der Untereinheit Hochsauerländer Schluchtgebirge (333.8) zum Naturraum Schellhorn- und Treiswald (333.82). Nach Süden und Südosten fällt die Landschaft in den Naturraum Inneres Upland (333.90) ab, die zur Untereinheit Upland (333.9) zählt.

## Berghöhe
Der Schetenkopf ist mindestens 650 m hoch, was sich auf die oberste Höhenlinie bezieht, die auf topographischen Karten ersichtlich ist. Auf dem südlichen Bereich der Gipfelregion liegt am Waldrand ein Wegabzweig auf 641 m Höhe. Auf der Freizeitkarte TF 50-WL ist in Gipfelnähe eine 641 m hohe Stelle auf dem Südhang des Berges verzeichnet, die sich vermutlich auf den Abzweig bezieht.